# Li Du
Li Du (zh) ; 1880-1956) est un général de première importance de l'armée d'autodéfense de Jilin (ADJ). L'ADJ est une des armées de volontaires anti-japonaises dirigées par le général Ma Zhanshan qui résiste à l'invasion de la Mandchourie par l'empire du Japon en 1932.
À la suite de l'invasion du nord-est de la Chine par l'empire du Japon et de la défense de Harbin, l'armée vaincue du général Ting Chao se retire de Harbin et marche vers le Nord-Est en descendant la rivière Songhua pour rejoindre la garnison du général Li Du et former ensemble le noyau de l'opposition armée dans l'ancienne province de Jilin.